# Hedvig Eleonora kyrka
För andra betydelser, se Hedvig Eleonora kyrka (olika betydelser).
Hedvig Eleonora kyrka (även kallad Östermalmskyrkan), Storgatan vid Östermalmstorg, Stockholm, tillhör Svenska kyrkan och är församlingskyrka för Hedvig Eleonora församling i Stockholms stift.
Kyrkan invigdes 21 augusti 1737 och har sitt namn efter Karl X Gustavs gemål drottning Hedvig Eleonora.

## Historik och arkitektur
1672 skildes Ladugårdslandet från S:t Jacobs församling och blev Ladugårdslands församling (namnändrad 1737 till Hedvig Eleonora församling) med Amiralitetskyrkan på Kyrkholmen som medelpunkt och amiralitetspredikanten som pastor under överinseende av kyrkoherden i S:t Jacob.
Sedan 1615 hade amiralitetsförsamlingen haft en kyrka på Kyrkholmen, nuvarande Blasieholmen där Nationalmuseum numera ligger, men 1664 – under Karl XI:s förmyndarregering – blev en ny kyrkobyggnad beslutad, till vilken stadsarkitekten Jean de la Vallée uppgjorde ritningen. Kyrkan grundlades 1669, och dess åttkantiga grundplan återfinns i Erik Dahlberghs Suecia antiqua et hodierna. Men arbetet avstannade dock snart på grund av brist på pengar. Dock uppfördes en liten provisorisk träkyrka Ladugårdslands kyrka vid Storgatan, nära Artillerigatan. Byggandet av den nya kyrkan återupptogs 1725, nu med Göran Josuae Adelcrantz som arkitekt. Den nya kyrkan invigdes den 21 augusti 1737.
Kända personer som är begravda på Hedvig Eleonora kyrkogård inkluderar: Elis Schröderheim.

### Exteriör
Dagens kyrka skildrar två skeden i kyrkans byggnadshistoria. Kupolen skiljer sig väsentligt från underpartiet i fråga om både stil och mått. Den tillkom 1866–1868 efter ritning av arkitekten Fredrik Wilhelm Scholander (1816–1881), med omarbetningar av hovarkitekten Bror Carl Malmberg (1818–1877).
Två gravkor vid västfasaden utgör rester av två 1755 påbörjade västtorn. Tornen färdigställdes aldrig utan inreddes 1792 som envånings gravkor.

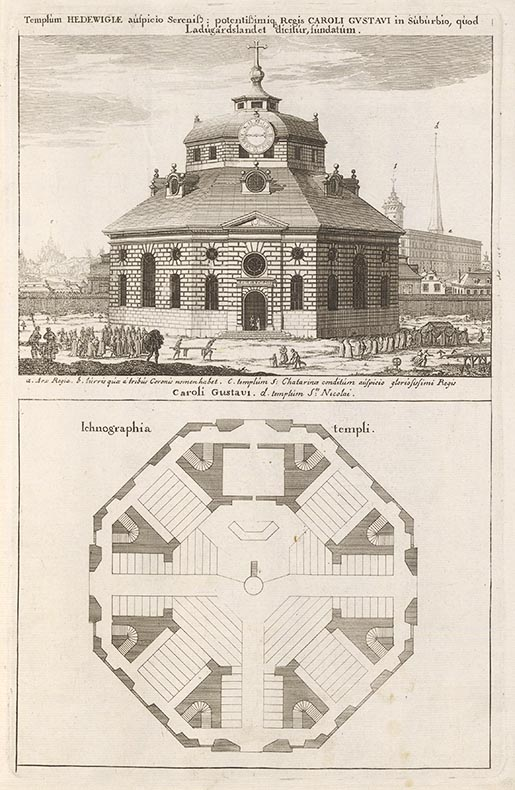
Kyrkan i Suecia-verket 1696
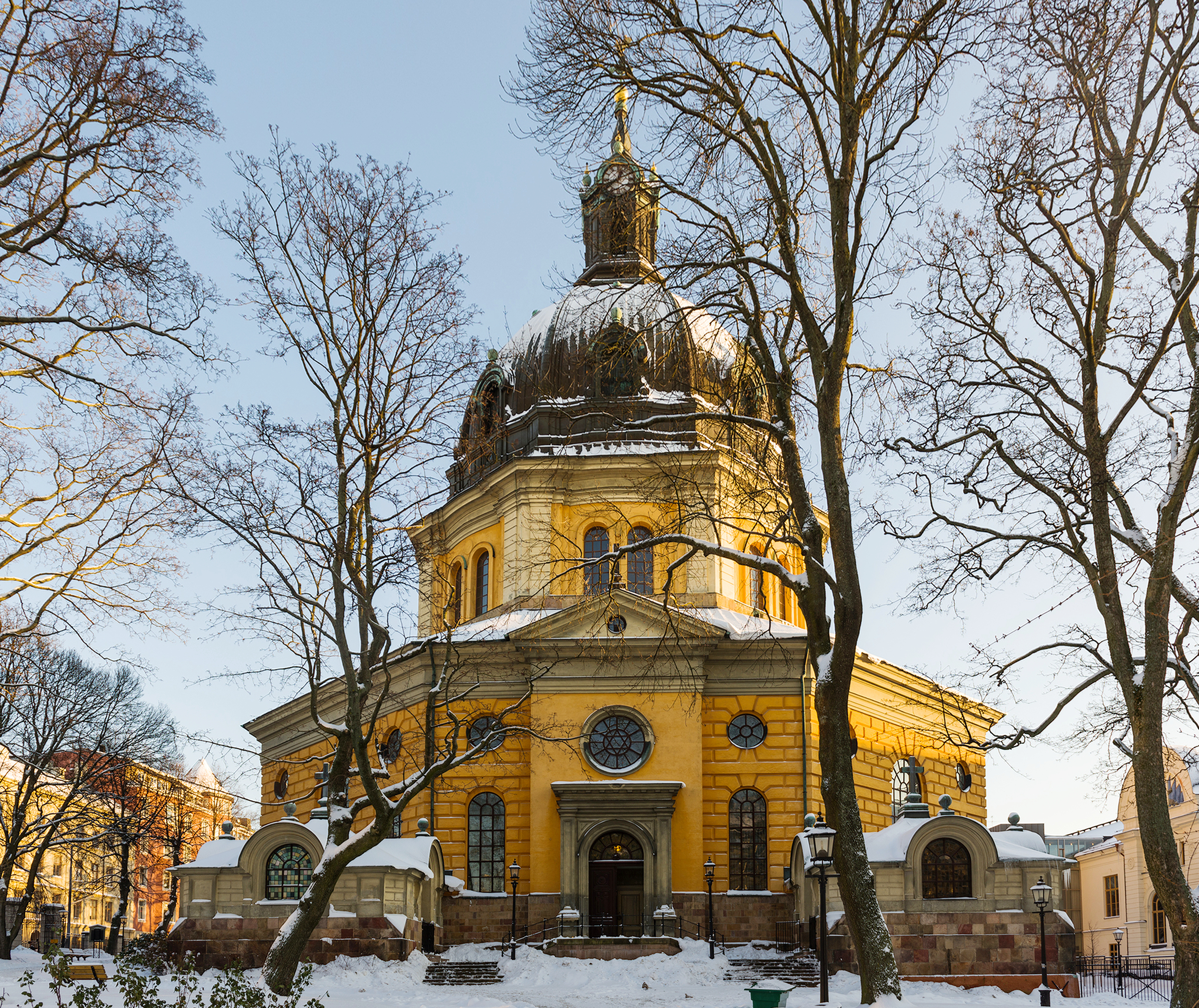
Kyrkans västfasad i december 2012, med de två gravkoren
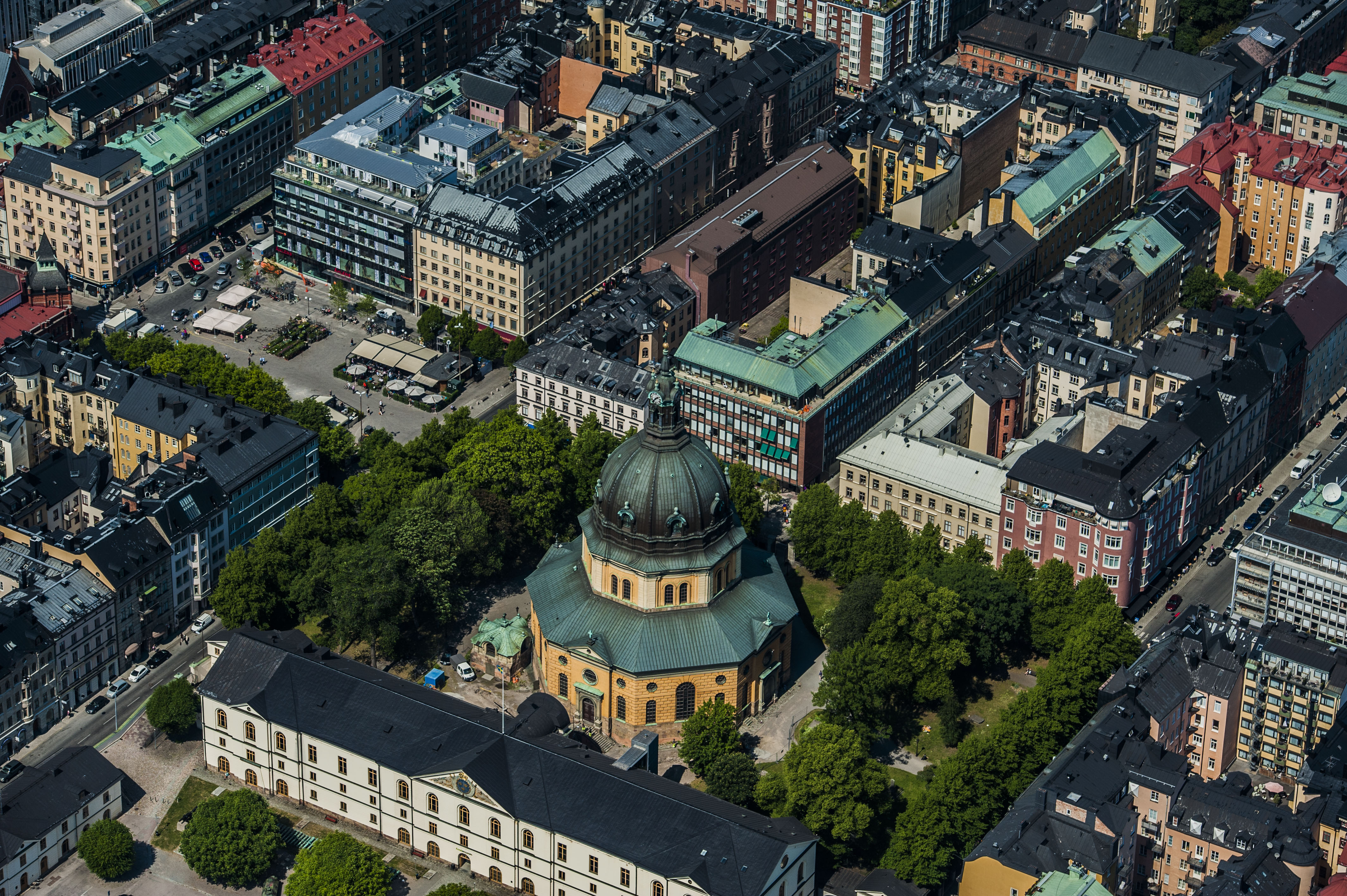
Flygbild från juni 2011

### Interiör

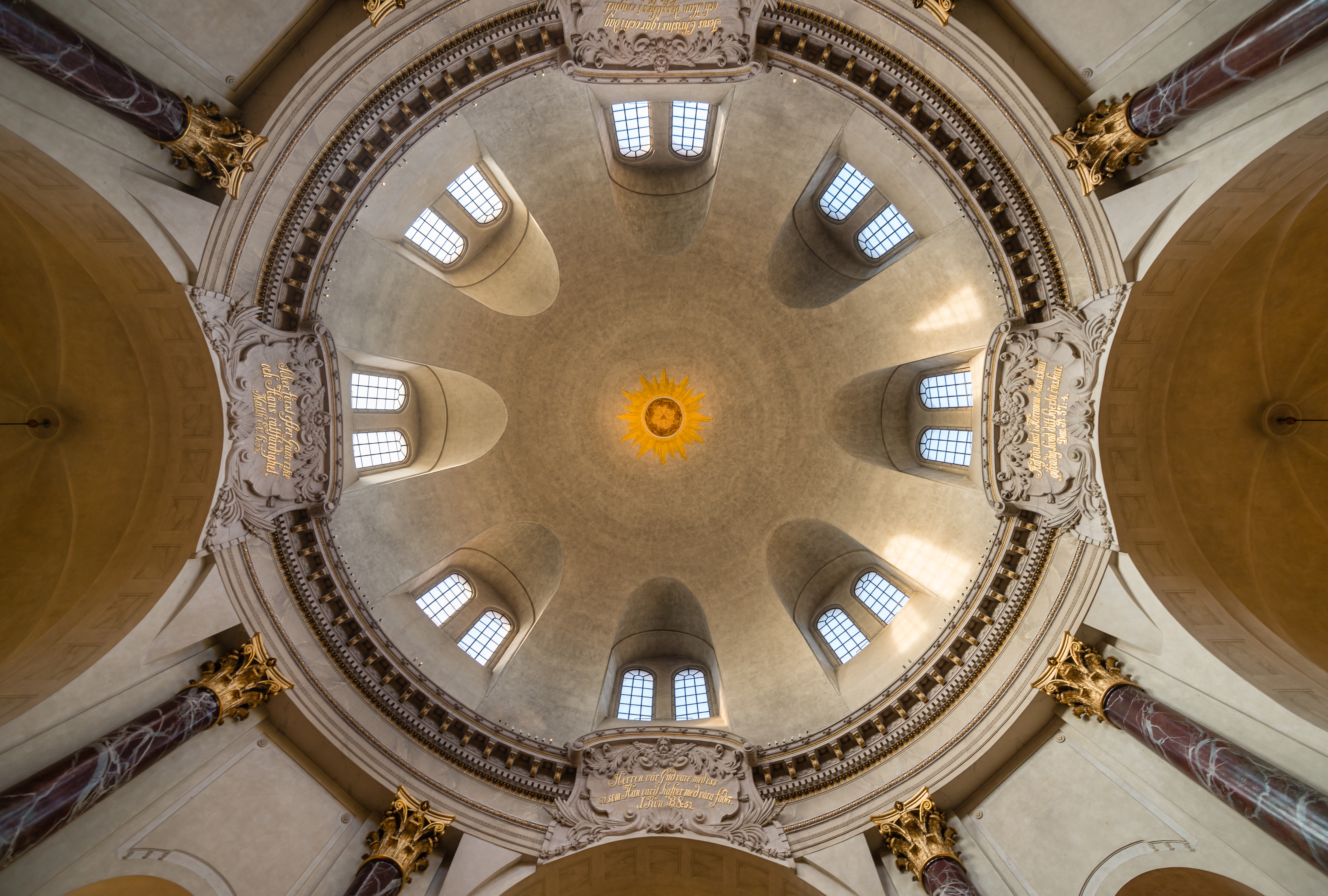
Interiör av kyrkan.

- Altare: "Det gyldene altaret", en gåva av brukspatronen Johan Clason (1667–1747) utfört i trä av slottsbyggmästare Georg Fröman, invigdes Alla helgons dag 1747. Altartavlan "Jesus på korset" är målad 1738 av konstnären Georg Engelhard Schröder. 1868 var där förslag om en ny altartavla "Christi Uppståndelse" målad 1866 och skänkt till dåvarande Ladugårdslands församling av konstnären Johan Joseph Malmberg (1836-1874). Där var delade meningar, så kyrkorådet beslutade att från 10 februari låta de två tavlorna vara exponerade bredvid varandra under 14 dagar så att ett slutgiltigt val kunde göras.[3]
- Predikstol: Den väldiga kolonnprydda predikstolen i klassicistisk stil är utförd efter en ritning av hovintendenten Jean Eric Rehn. Den invigdes Juldagen 1784.
- Dopkapell: Dopkapellet inreddes 1944. Altaret är en gåva av slottsarkitekten Knut Nordenskiöld och byggmästaren Edvin Rundlöf. Fönstermålningen ovanför altaret är utförd av konstnären Gunnar Torhamn.
- Dopfunten, av röd öländsk kalksten, bär följande inskription: "Erich Pehrson Psilander Brita Andersdotter Dühre Anno 1678".
- Dopskål från 1685
- Andreaskoret: Glasfönster föreställande aposteln Andreas tillsammans med församlingens vapen, utfört av konstnären Bengt Olof Kälde.
- Nattvardskärl: Nattvardskalk i barockstil tillverkad 1650 i Augsburg. Oblatask från 1685.

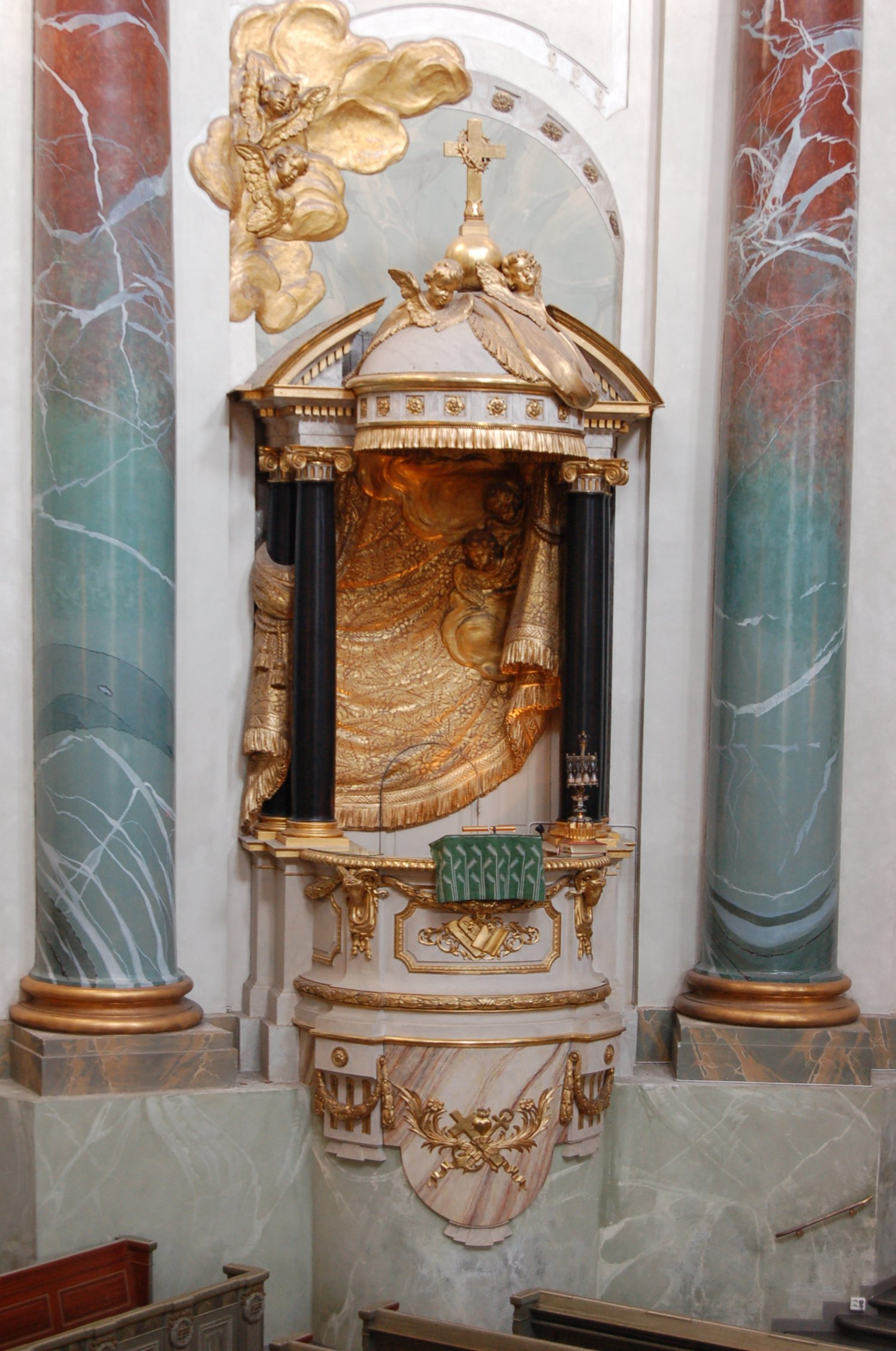
Predikstolen
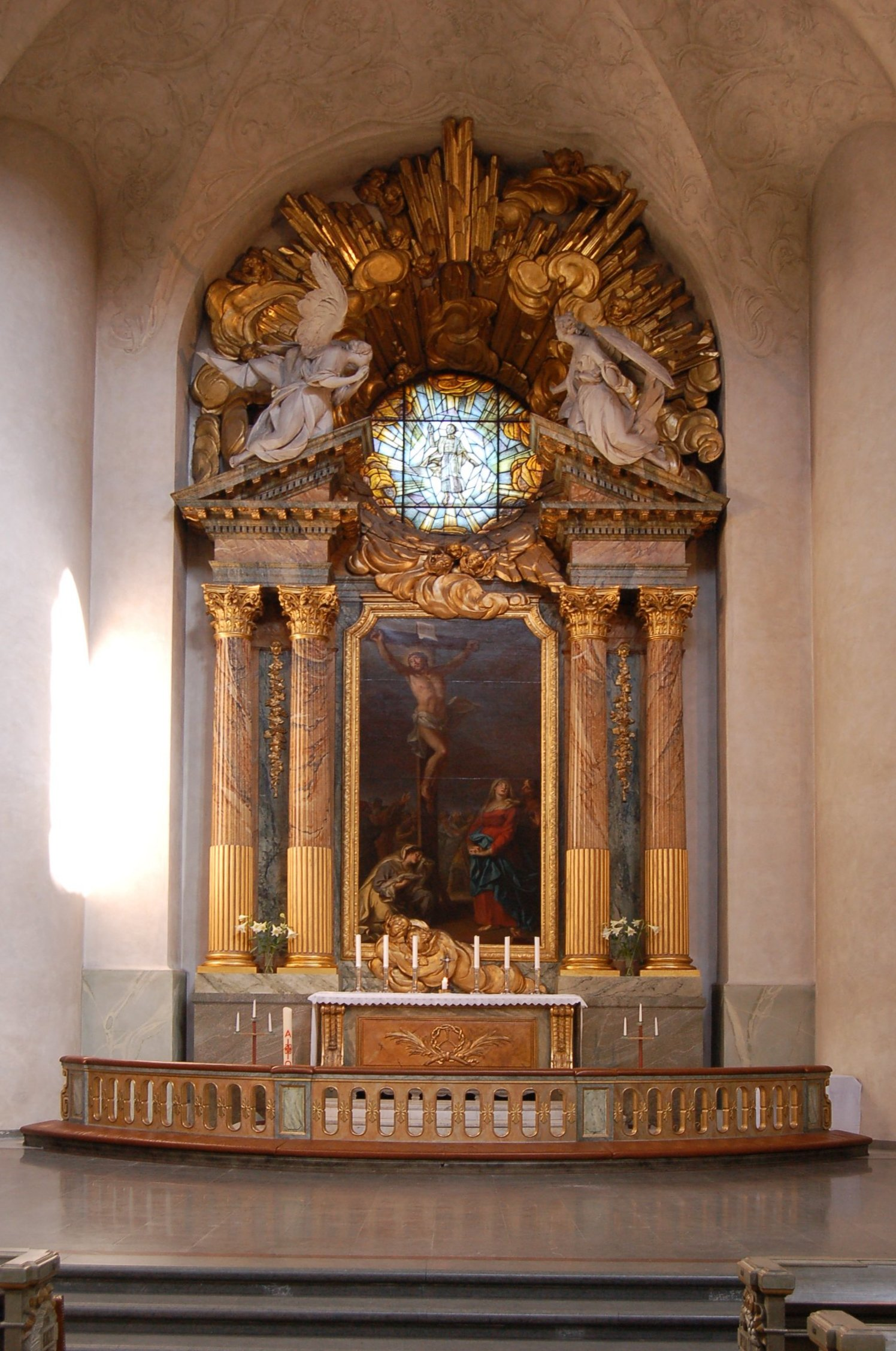
Högaltaret
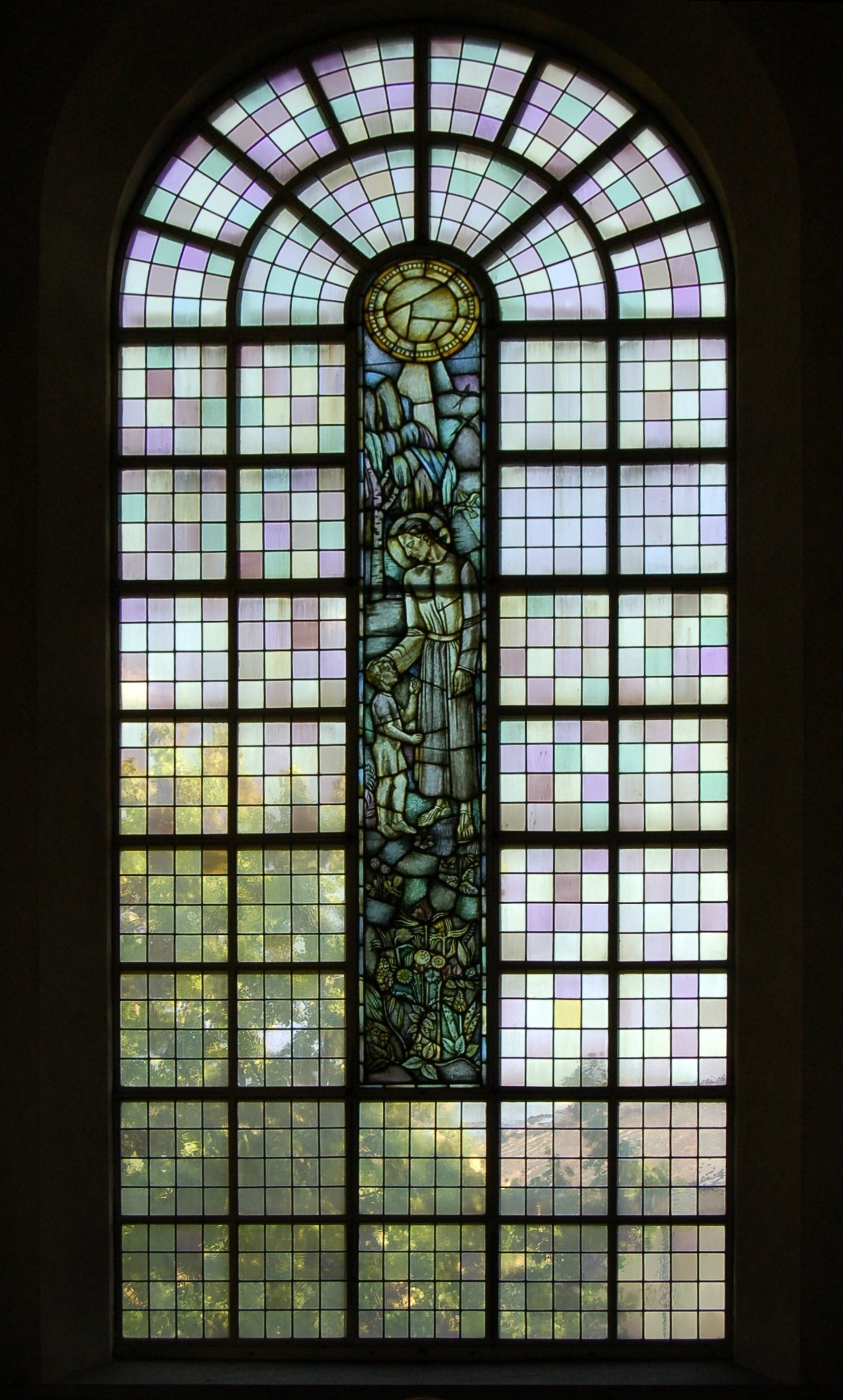
Glasmålning av Gunnar Torhamn
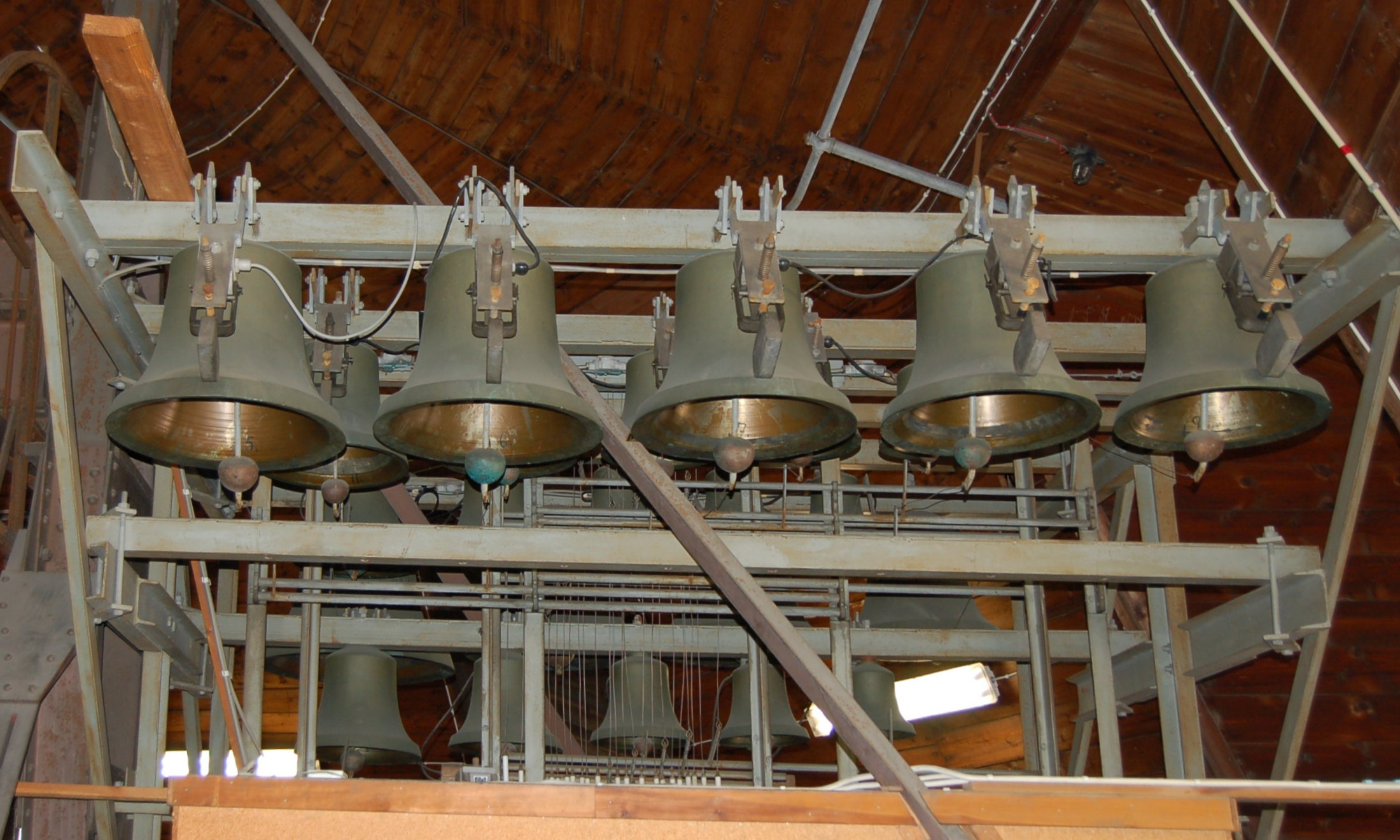
Klockspelet

## Orglar

### Olof Hedlunds orgel
Kronologi:
- 1736-1737: I mars 1736 beslutade kyrkorådet att köpa in orgelverk från Maria Magdalena kyrka i Stockholm för 1200 daler kopparmynt. Orgeln hade 9 stämmor och en manual.[4] Den var troligtvis byggd 1634.[5] Orgelbyggaren Johan Niclas Cahman, Stockholm hade lovat att ta ner orgelverket från Maria Magdalena kyrka och sätta upp det i kyrkan. Han presenterade i maj samma år en tillbyggnad av ett pedalverk för kyrkoåret. Kontrakts om bygget skrevs i maj 1736 med orgelbyggaren Olof Hedlund, Stockholm. Orgeln blev färdig i början av augusti 1737 och inventerades 12 augusti av organisterna Ferdinand Zellbell den äldre och David Kellner. Församlingens organist Lars Kinström var även närvarande vid inventeringen. Fasaden var ritad av arkitekt Göran Josuæ Adelcrantz och bildhuggaren Petter Norberg tillverkade fasade med sirater, ornament och två änglar med basuner i händerna. Hedlund reparerade orgeln i maj 1743.[4] Han bygger också till ett åttastämmigt pedalverk i fristående pedaltorn på ömse sidor om manualverket.

Disposition:
| Manualverk C-c³, bruten oktav (47 toner) | Pedal C-c¹, bruten oktav (23 toner) |
| Principal 8' (fasad)                     | Untersatz 16’                       |
| Gedackt 8'                               | Principal 8’                        |
| Qvintadena 8'                            | Gedackt 8’                          |
| Octava 4'                                | Octava 4’                           |
| Qvinta 3' (eg. 2 2/3')                   | Mixtur III                          |
| Octava 2'                                | Basun 16’                           |
| Decoma von 4, (1 3/5’)                   | Trompet 8’                          |
| Seaquialtera V chor.                     | Trumpet 4’                          |
| Trumpet 8'                               |                                     |
| Vox humana 8', D                         |                                     |

- 1759 eller 1760: Manualverket säljs till Medåkers kyrka i Västmanland. Pedalverket behålls. Varifrån den senare skänks till Nordiska museet.

### Jonas Grens och Petter Stråhles orgel
- 1761: Jonas Gren och Petter Stråhle, Stockholm byggde kyrkans första "stora" orgel genom att komplettera pedalverket med nytt manual- och öververk. Orgeln har 26 stämmor, två manualer och pedal.[6] Fasaden ritas av arkitekt Carl Fredrik Adelcrantz.

| Manual I       | Öververk II  | Pedal         | Koppel |
| Kvintadena 16' | Gedakt 8'    | Untersats 16' | I/P    |
| Principal 8'   | Principal 4' | Principal 8'  | I/II   |
| Flagflöjt 8'   | Rörflöjt 4'  | Gedakt 8'     |        |
| Oktava 4'      | Kvinta 3'    | Oktava 4'     |        |
| Flöjt 4'       | Oktava 2'    | Scharf III    |        |
| Kvinta 3'      | Scharf III   | Basun 16'     |        |
| Oktava 2'      | Trumpet 8'   | Trumpet 8'    |        |
| Scharf III     | Vox virginea | Trumpet 4'    |        |
| Trumpet 16'    |              |               |        |
| Trumpet 8'     |              |               |        |

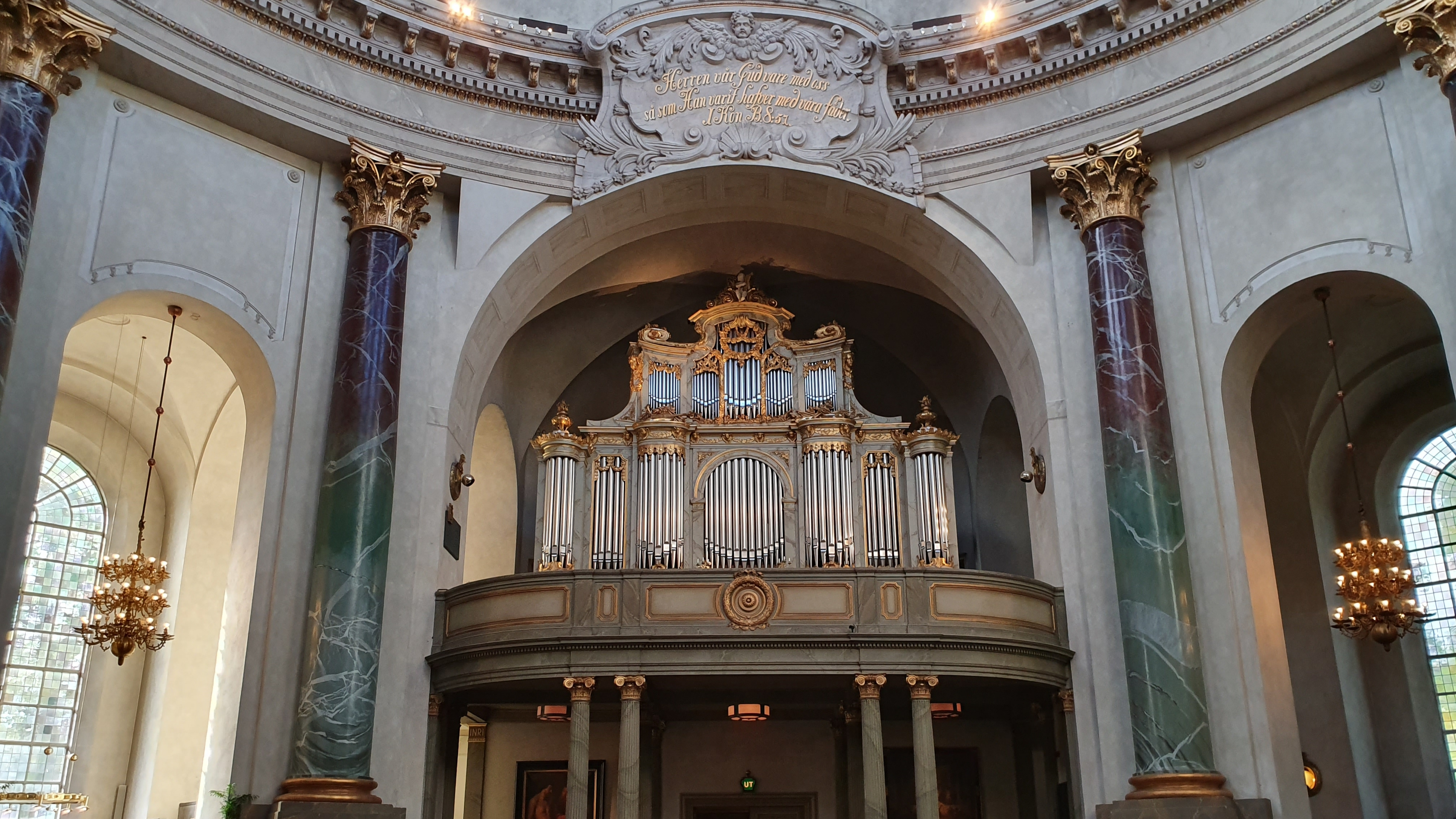
Carl Fredrik Adelcrantz orgelfasad.
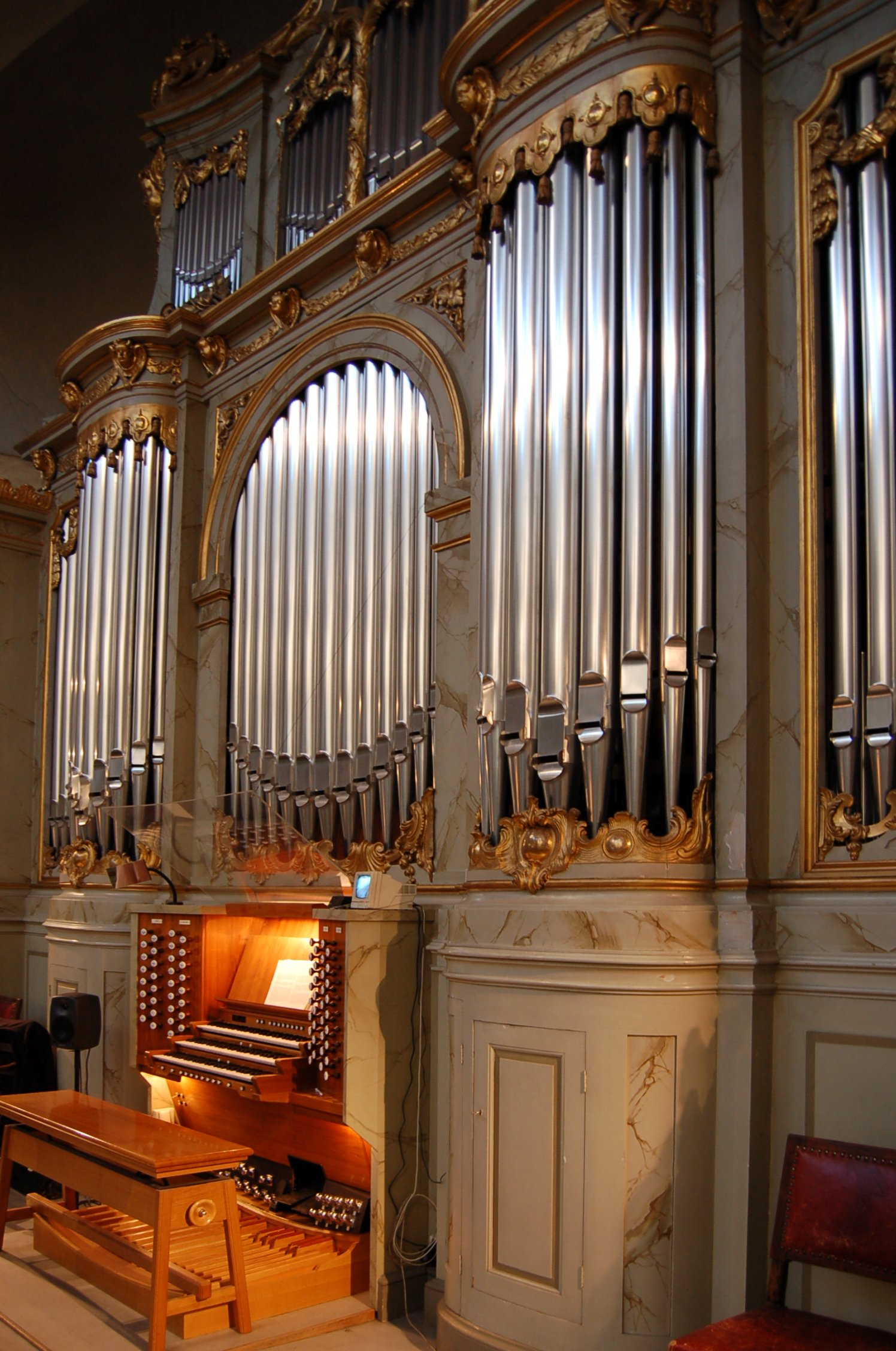
Grönlunds orgel.
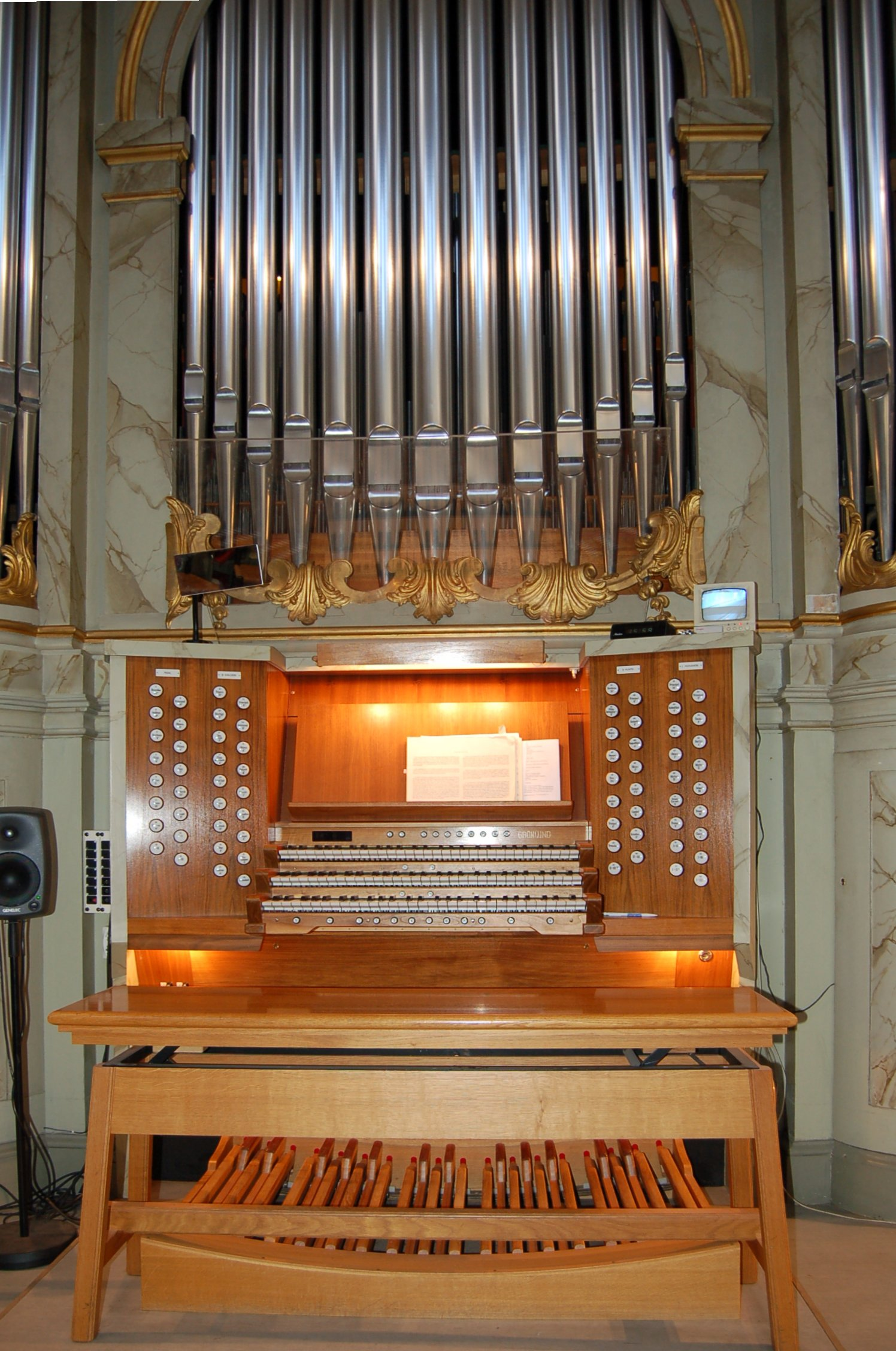
Grönlunds spelbord.

### Per Larsson Åkermans orgel
- 1868: Per Larsson Åkerman, Stockholm sätter upp en ny 24-stämmig orgel bakom Adelcrantz fasad. Dock borttas de fristående pedaltornen och även i övrigt görs en del förändringar. Fasadpiporna ersätts med stumma attrapper. Orgeln hade två manualer och pedal.[7][8]

| Manual I            | Manual II           | Pedal          | Koppel   |
| ------------------- | ------------------- | -------------- | -------- |
| Borduna 16'         | Principal 8'        | Subbas 16'     | I/P      |
| Principal 8'        | Salicional 8'       | Violon 16'     | II/P     |
| Gamba 8'            | Rörflöjt 8'         | Quinta 12'     | P 4'/P   |
| Flûte harmonique 8' | Flûte octaviante 4' | Violoncelle 8' | II/I     |
| Borduna 8'          | Euphone 8'          | Gedackt 8'     | I 4'/I   |
| Octava 4'           | Trumpet 8'          | Octava 4'      | II 16'/I |
| Octava 2'           | Crescendosvällare   | Basun 16'      |          |
| Cornett 3 chor      |                     | Trumpet 8'     |          |
| Trumpet 16'         |                     |                |          |
| Trumpet 8'          |                     |                |          |

- 1908: Ombyggnad och tillbyggnad av firma Åkerman & Lund, Sundbyberg. Orgeln förses med rooseveltlådor, mekanisk traktur och rörpneumatisk registratur. Den utökas till 37 klingande stämmor fördelade på 3 manualer och pedal.[7] Samtliga stämmor från föregående orgel behålls.[källa behövs]

- 1948: Ombyggnad och tillbyggnad av firma A. Magnusson Orgelbyggeri AB, Göteborg. Orgeln utökas till 67 eller 68 stämmor och orgeln får ett nytt elektriskt system. Fasaden görs bredare och man bygger till två tureller på sidorna.[7] Det mesta av 1908 års orgel bibehålls, men orgeln får nu helelektrisk traktur och registratur och nytt fristående spelbord.[källa behövs]

### Grönlunds orgel
- 1969: Kontrakt om nybyggnad tecknas med Grönlunds orgelbyggeri, Gammelstad. Orgeln står färdig 1976 och är mekanisk. Under åren som följde har större och smärre förändringar vidtagits; 1995 installeras ett nytt datorstyrt kombinationssystem som medger programmering av 6 400 fria kombinationer. Carl Fredrik Adelcrantz fasad från 1762 har trots en del förändringar ändå i huvudsak bevarats.

Nuvarande disposition:
| Huvudverk I C-g³             | Positiv II C-g³            | Svällverk III C-g³                      | Pedal C-f¹                | Koppel           |
| Principal 16’ (1908/1976)    | Borduna 16’ (1868/1976)    | Fugara 16’ (1908)                       | Bourdon 32’ (1868/1976)   | I/P              |
| Principal 8' (1976)          | Principal 8' (1976)        | Principal 8’ (1868)                     | Principal 16' (1948/1976) | II/P             |
| Dubbelflöjt 8' (1948)        | Flûte harmonique 8' (1868) | Rörflöjt 8’ (1868/1976)                 | Subbas 16’ (1868)         | III/P            |
| Gamba 8’ (1868)              | Gedackt 8’ (1976)          | Salicional 8’ (1868)                    | Oktava 8' (1976)          | II/I             |
| Oktava 4' (1976)             | Oktava 4' (1976)           | Voix céleste 8’ (1908)                  | Borduna 8’ (1976)         | III/I            |
| Rörflöjt 4' (1976/1988)      | Koppelflöjt 4' (1976)      | Oktava 4’ (1908)                        | Oktava 4’ (1976)          | III//II          |
| Oktava 2' (1976)             | Nasat 2 2/3’ (1976)        | Flûte octaviant 4’ (1868)               | Öppen flöjt 4’ (1988)     | 16' III/II       |
| Mixtur II, 16' (1976)        | Oktava 2’ (1976)           | Salicet 4’ (1930)                       | Blockflöjt 2’ (1976)      |                  |
| Mixtur IV (1976)             | Ters 1 3/5’ (1976)         | Valdflöjt 2’ (1976)                     | Mixtur VI (1976)          |                  |
| Scharff III (1976)           | Larigot 1 1/3’ (1976)      | Piccolo 1’ (1984)                       | Bombarde 32’ (1948/1976)  |                  |
| Grand Cornet V, fr c° (1976) | Mixtur III (1976)          | Mixtur V (1976)                         | Basun 16’ (1868/1976)     |                  |
| Trumpet 16' (1983)           | Cymbel II (1976)           | Sesquialtera II, 2 2/3’ + 1 3/5’ (1976) | Trumpet 8’ (1976)         |                  |
| Trumpet 8’ (1976/1983)       | Trumpet 8’ (1976)          | Bombarde 16’ (1976)                     | Clairon 4’ (1948/1976)    |                  |
| Clairon 4’ (1983)            | Krumhorn 8’ (1976)         | Oboe 8’ (1948/1976)                     |                           |                  |
|                              | Tremulant                  | Vox humana 8’ (1976)                    |                           |                  |
|                              | Crescendosvällare          | Clairon 4’ (1976)                       |                           |                  |
|                              |                            | Tremulant                               |                           | Registersvällare |
|                              |                            | Crescendosvällare                       |                           |                  |

### Digitalorgeln
- 2018: Grönlundsorgeln utökas med ett nytt spelbord med digitala stämmor från Allen Organ Company, USA.[9]

Disposition:
*= stämma från Grönlundsorgeln

### Kororgel
Den mekaniska kororgeln byggdes 1966 av Grönlunds Orgelbyggeri AB, Gammelstad. Orgeln är helmekanisk med slejflådor.
| Manual C-g³              | Pedal C-f1                                            | Koppel   |  |
| Gedackt 8’ Bas/Diskant   | Subbas 16’                                            | Man/Ped. |  |
| Principal 4’ Bas/Diskant | Gedackt 8’ (transmitterad från Gedackt 8' i manualen) |          |  |
| Rörflöjt 4' Bas/Diskant  | Kvintadena 4'                                         |          |  |
| Valdflöjt 2' Bas/Diskant |                                                       |          |  |
| Oktava 1'                |                                                       |          |  |
| Sesquialtera II Diskant  |                                                       |          |  |
| Dulcian 8' Bas/Diskant   |                                                       |          |  |

### Diskografi
Inspelningar av musik framförd på kyrkans orglar.
- The complete organ works. 1 / Franck, César, kompositör ; Torén, Torvald, orgel. LP. Proprius, Lyricon PROP 7842. 1982.
- The complete organ works. 2 / Franck, César, kompositör ; Torén, Torvald, orgel. LP. Proprius, Lyricon PROP 7843. 1982.
- The complete organ works. 3 / Franck, César, kompositör ; Torén, Torvald, orgel. LP. Proprius, Lyricon PROP 7844. 1982
- Dupré / Torén, Torvald, orgel. CD. Proprius PRCD 9003. 1989.  - Tidigare utgivet på LP 1981.
- Julmusik / Torén, Torvald, orgel. LP. Proprius PROP 9936. 1985.
- L'oeuvre d'orgue / Duruflé, Maurice, kompositör ; Torén, Torvald, orgel. CD. Proprius PRCD 9059. 1989. - Tidigare utgivet på LP 1981.
- Organ treasures / Wager, Mattias, orgel. CD. Opus 3 CD 22031. 2003.
- Otto Olsson : Torvald Torén plays the Magnusson organ of the Hedvig Elenora Church in Stockholm. CD. Robert Holmin ljud & bild RHLB05. 2006. Inspelat 1974.
- Soi, riemuiten soi! : ruotsin kirkon virsiä = Svenska kyrkans psalmer. 1 / Suovanen, Gabriel, baryton ; Kiviniemi, Kalevi, orgel. CD. SR Records, SR Sisuradio SRCD 2030. 2005.
- Swedish organ music  / Torén, Torvald, orgel. CD. Proprius PRCD 9123. 1995.
- Symfoni för orgel nr 1 d-moll op 14 ; Carillon de longpont op 31:21 ; Arabesque 31:15 / Vierne, Louis, kompositör ; Torén, Torvald, orgel. LP. Opus 3 8203. 1983.
- Symfoni för orgel nr 2 ; Aubade ; Impromptu ; Toccata / Vierne, Louis, kompositör ; Torén, Torvald, orgel. LP. Opus 3 8204. 1987.
- Symfoni för orgel nr 4 g-moll op 32 ; Andantino för orgel op 51:2 ; Clair du lune op 53:5 / Vierne, Louis, kompositör ; Torén, Torvald, orgel. LP. Opus 3 8205. 1983.
- Symfoni för orgel nr 5 / Vierne, Louis, kompositör ; Torén, Torvald, orgel. LP. Opus 3 8206. 1983.
- Symfoni för orgel nr 6 ; Triptyque / Vierne, Louis, kompositör ; Torén, Torvald, orgel. LP. Opus 3 8207. 1983.
- Ulf Norbergs orgelbearbetningar : musik i Hedvig Eleonora kyrka / Norberg, Ulf, orgel. CD. Peroas Records PACD004. 2006.

## Kyrkklockor

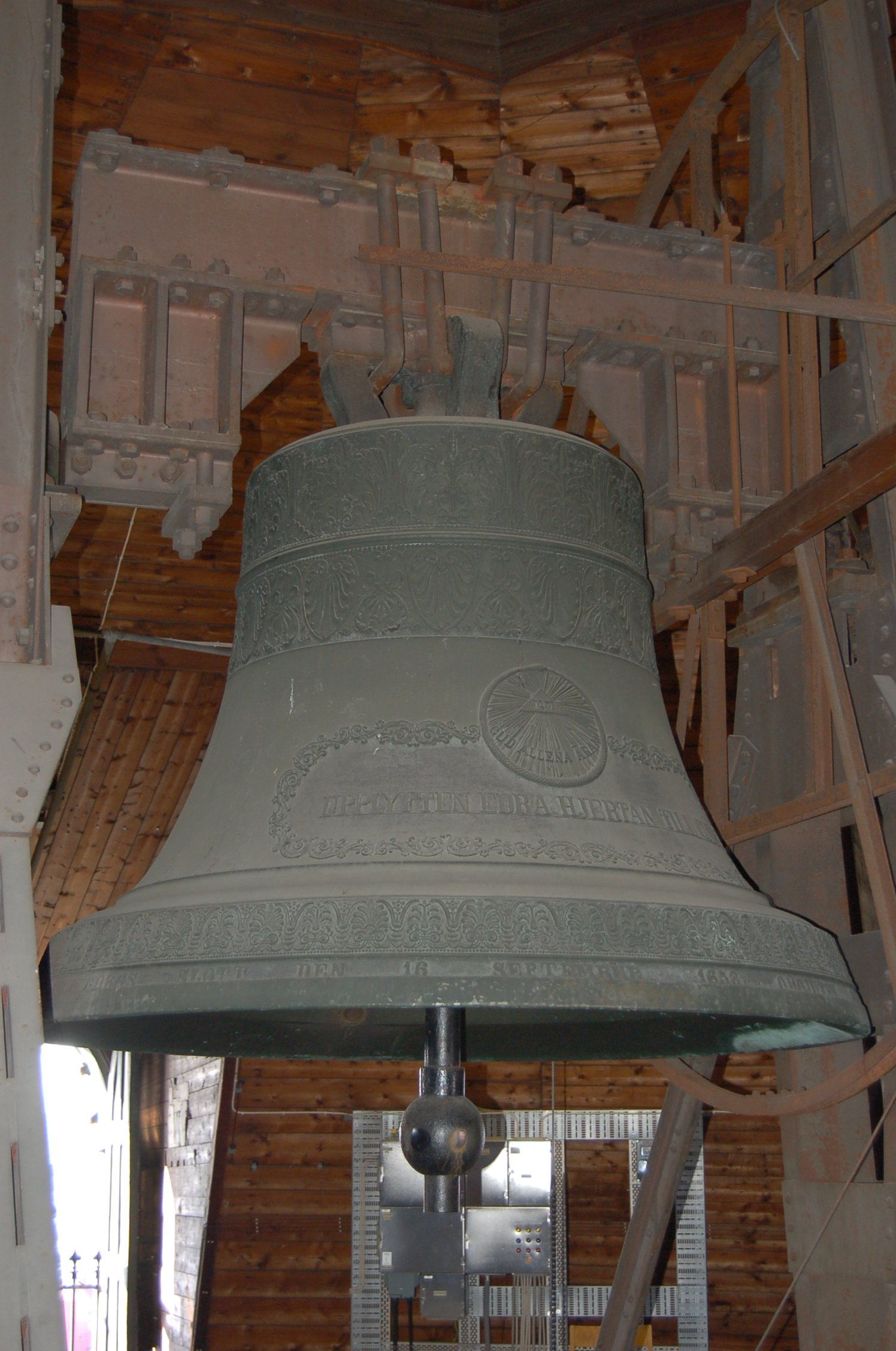
Storklockan.
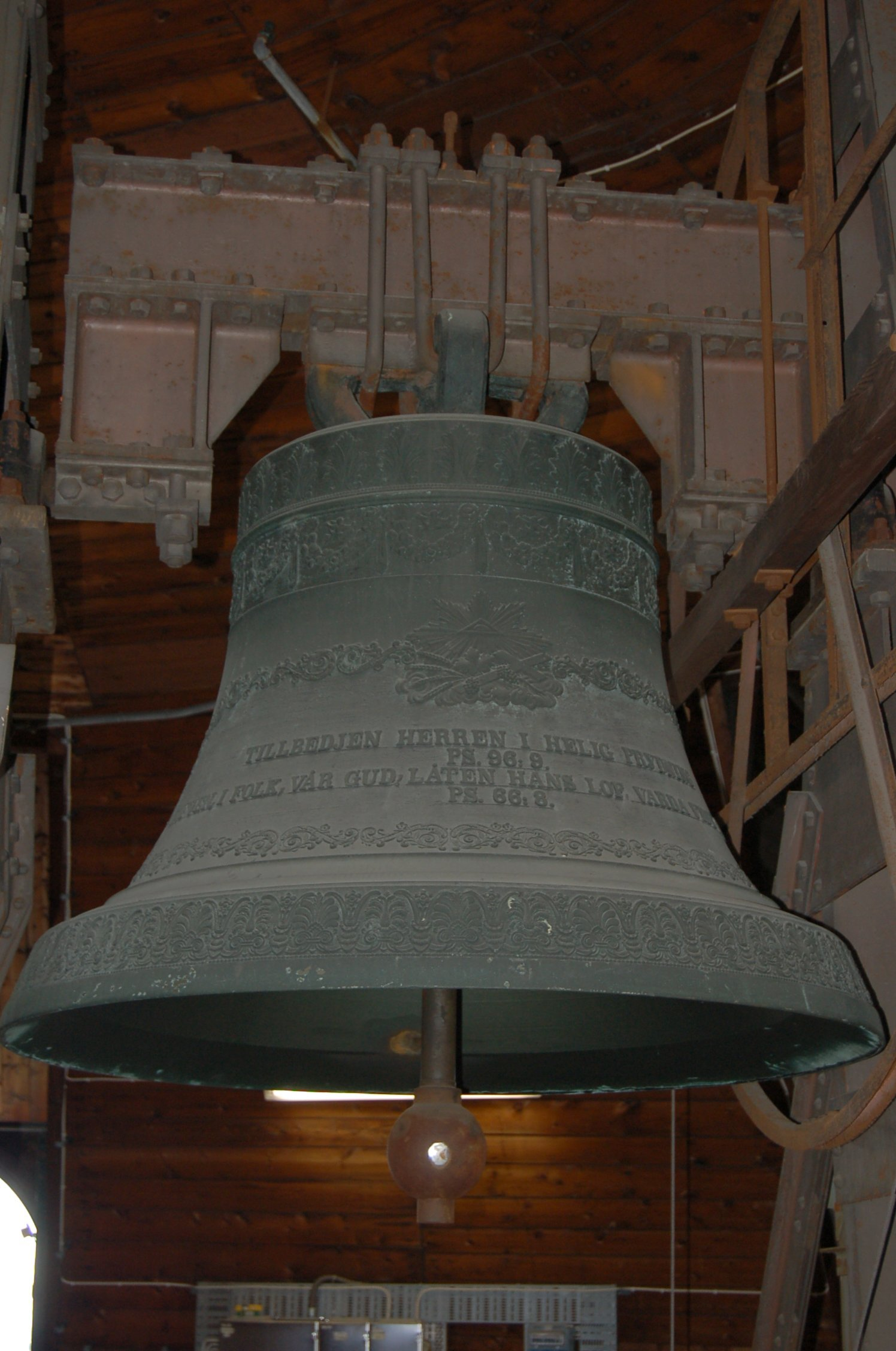
Mellanklockan.
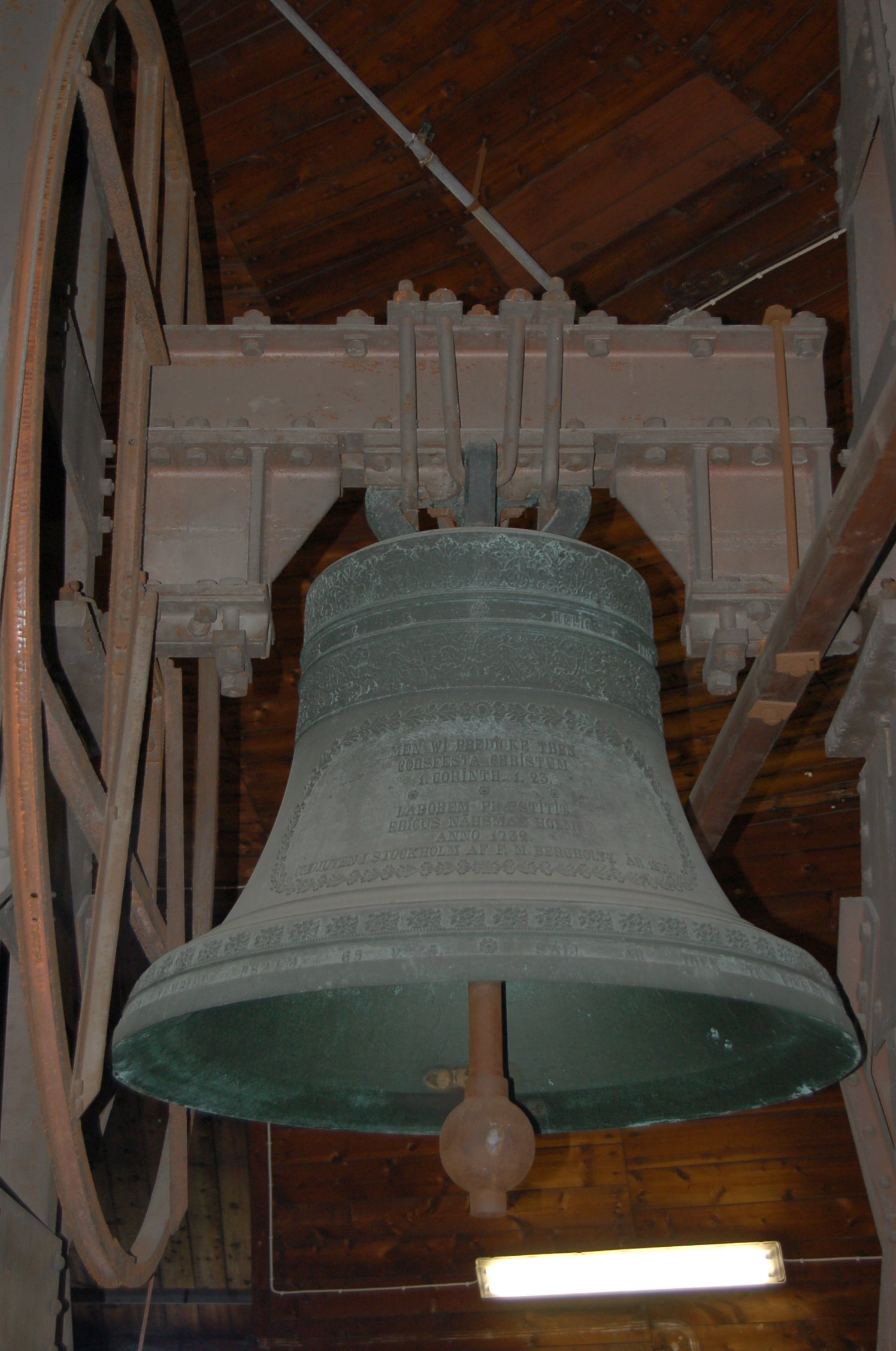
Lillklockan.

Storklockan, gjuten i Helsingör 1639 för Kronborgs slott, togs 1658 som krigsbyte av Carl Gustaf Wrangel. Med en vikt av 4,73 ton är den en av Sveriges tyngsta kyrkklockor. Klockornas toner (från största till minsta) är a0-c1-f1. Här finns också ett klockspel med 24 klockor.

## Folklore
Liksom många andra Stockholms kyrkor sägs även Hedvig Eleonora kyrka ha flera spöken, såväl inne i kyrkan som på kyrkogården. Genom kyrkan vandrar Ladugårdslandets vita fru som vid sin hand leder ett huvudlöst barn. Carl von Cardell har spökat sedan sin begravning 1821. Begravningen var omgärdad av underliga himlafenomen och andra mystiska händelser. På doktor Hallmans gravhäll inne i kyrkan samlas församlingens döda läkare och deras patienter till gästabud.